# Гаврилов, Юрий Васильевич
Ю́рий Васи́льевич Гаври́лов (3 мая 1953, посёлок Сетунь, Одинцовский район, Московская область, РСФСР, СССР) — советский и российский футболист, полузащитник, наиболее известен по своим выступлениям за московский «Спартак» и сборную СССР в 1977—1985 годах. Мастер спорта СССР международного класса (1979), Заслуженный мастер спорта России (2007). Основатель собственной школы футбола в Москве — СК «Святогор», а с 2009 года — лицензированный футбольный агент.

## Биография
В футбольную команду «Искра» попал в семь лет, когда его, играющего с другими детьми на стадионе, заметил руководитель клуба. Начинал на позиции крайнего нападающего. Во время выступлений в любительской лиге был замечен Константином Бесковым и приглашён в московское «Динамо». В составе бело-голубых тогда выступало много хороших футболистов: Маслов, Аничкин, Якубик, Гершкович, Байдачный, Долматов и другие. Пробиться в основной состав было очень трудно, и Гаврилов нечасто выходил на поле.
Первым сезоном для Гаврилова, когда он смог проявить себя, стал 1975 год. В тот год он помог «Динамо» завоевать бронзовые медали, выступая на месте диспетчера, забил 3 мяча. Однако уже в следующем году, с приглашением в команду Максименкова и Минаева, которые также претендовали на позицию диспетчера на поле, конкуренция за место в составе обострилась. Гаврилов эту конкуренцию не выдержал, но причина была не в игровых качествах — в 1976 году он получил травму седалищного нерва, из-за которой практически весь сезон лечился.

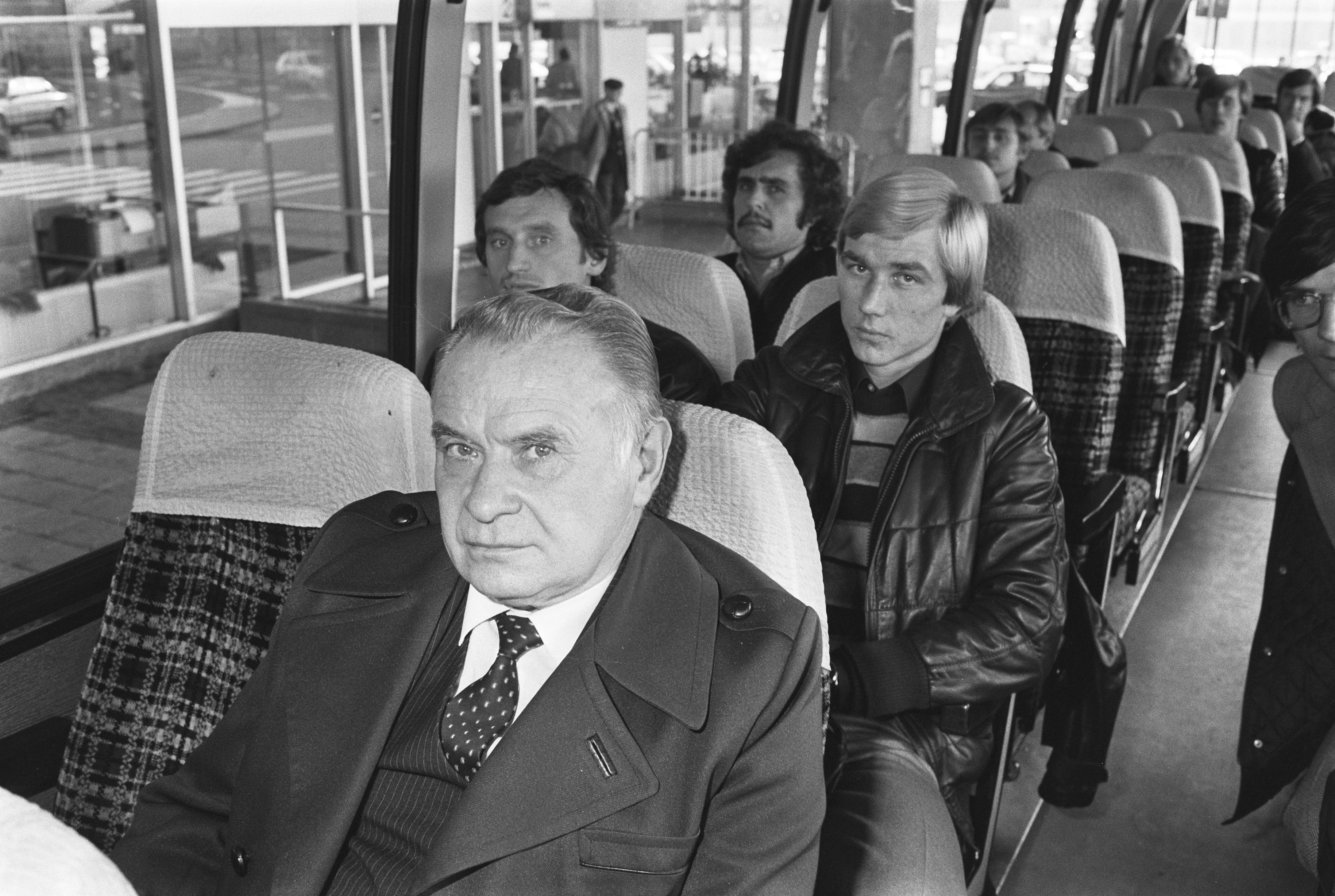
Гаврилов (за Бесковым). 1 ноября 1982 года, аэропорт «Схипхол»

В 1977 году Бесков, ставший тренером московского «Спартака», пригласил Гаврилова, который стал в команде ключевым полузащитником, раскрылся его комбинационный талант диспетчера. Связки Гаврилов — Ярцев, а затем Гаврилов — Родионов составляли фирменный стиль команды. Действуя из глубины поля, Гаврилов отдавал своевременные и остроумные пасы (как правило — вперёд, вразрез), настолько удобные для адресата, что тому оставалось лишь пробить мимо вратаря. Гаврилов не только отличался точным пасом, но и результативной игрой в атаке. В 1981 году он забил 21 мяч, а в 1983 с 18 голами стал лучшим бомбардиром чемпионата. Всего за свою карьеру в «Спартаке» Гаврилов забил 90 мячей, 10 голов — в сборной страны, вошёл в символический Клуб Григория Федотова (140 голов). Он многократно входил в список 33 лучших футболистов СССР.
В 1985 году Гаврилову пришло приглашение из венского «Рапида». Бесков дал согласие на переход футболиста, но Спорткомитет СССР не разрешил это сделать. В итоге Гаврилов оказался в «Днепре». По взаимной договоренности провёл в команде только сезон, после чего вернулся в Москву. В 1987 году выступал в московском «Локомотиве» в первой лиге.
В 1988 году играл в Финляндии в клубе ППТ из Пори, где провёл два сезона играющим тренером и вернулся в «Локомотив». Благодаря усилиям Гаврилова команда вышла в финал Кубка СССР 1990 года, однако в финале Гаврилов не играл (в полуфинале с «Динамо» ему сломали ключицу). Команда в итоге проиграла «Динамо» (Киев) с разгромным счётом — 1:6.
В 1992 году, после распада СССР, был создан высший дивизион России, куда вместо команд из союзных республик вошло много новых клубов. В один из них — «Асмарал» Гаврилова пригласил всё тот же Бесков — помочь молодой команде. В сезоне 1992 года Гаврилов сыграл 24 матча и забил 5 мячей. 3 октября 1992 года в возрасте 39 лет и 153 дней забил мяч в ворота «Локомотива» (4:1). Только один футболист за всю историю чемпионатов России забивал мяч в более зрелом возрасте — Сергей Наталушко в 2000 году забил за «Сатурн» также в ворота «Локомотива» в возрасте 39 лет и 247 дней.
В 1993 году Гаврилов выступал за «Интеррос», где помог стать лучшим бомбардиром команды Алексею Снигирёву.
Гаврилов постоянно продлевал свою карьеру футболиста — уже будучи тренером, он иногда выпускал себя на поле на замену и доиграл до 43-летнего возраста. Часто играл за ветеранов «Спартака» и сборной СССР.
В 2019 году в Москве прошёл турнир детских любительских команд на Кубок Юрия Гаврилова. В нём приняли участие 16 команд (футболисты 2009—2010 годов рождения).
В 2020 году Юрий Гаврилов совместно с сыном Василием зарегистрировал «Фонд поддержки и развития физической культуры и спорта Юрия Гаврилова».
В 2021 году в Саранске прошёл турнир детских любительских команд на Кубок Юрия Гаврилова.
В 2023 году перенёс инсульт.

### Семья
- Гаврилов, Юрий Юрьевич — сын, футболист[7].

## Достижения
- Бронзовый призёр Олимпийских игр: 1980
- Чемпион СССР: 1976 (весна), 1979
- Серебряный призёр чемпионатов СССР: 1980, 1981, 1983, 1984, 1985
- Бронзовый призёр чемпионатов СССР: 1975, 1982
- Финалист Кубка СССР: 1981, 1990
- Чемпион Спартакиады народов СССР 1979 года в составе сборной Москвы
- Лучший бомбардир чемпионата СССР 1983
- Член Клуба 100 российских бомбардиров (145 голов, 10-е место в списке)
- Член Клуба Григория Федотова (141 гол)
- В списках 33 лучших футболистов СССР 7 раз, из них № 1 (1979—1981, 1983—1984) — 5 раз, № 2 (1985), № 3 (1978)

## Цитаты
Николай Старостин, «Футбол сквозь годы»:
Между прочим, один из лучших футболистов 80-х годов спартаковец Ю. Гаврилов, тоже прирождённый распасовщик, был наделен такой же интуицией, всегда старался найти в передаче того партнёра, у кого игра хорошо идёт, кому попало он мяч не доверял.
Константину Бескову принадлежит фраза: «Если не знаешь, что делать с мячом, — отдай его Гаврилову».

## Киновоплощения
- Дмитрий Белоцерковский — «Федя. Народный футболист», 2024 год.